# ليونارد د. هيتون
ليونارد د. هيتون (بالإنجليزية: Leonard D. Heaton) هو جراح أمريكي، ولد في 19 نوفمبر 1902 في باركرسبورغ في الولايات المتحدة، وتوفي في 10 سبتمبر 1983 في واشنطن العاصمة في الولايات المتحدة.